# Clarence (serial animowany)
Clarence (2014-2018) – amerykański serial animowany stworzony przez Skylera Page’a i wyprodukowany przez wytwórnię Cartoon Network Studios.
Premiera serialu w Stanach Zjednoczonych miała miejsce 14 kwietnia 2014 roku na amerykańskim kanale Cartoon Network. W Polsce premiera serialu miała miejsce 24 listopada 2014 roku na antenie Cartoon Network.

## Fabuła
Serial opowiada o perypetiach młodego chłopca imieniem Clarence, który jest niepoprawnym optymistą i chce zarazić swoim entuzjazmem cały świat. Razem ze swoimi przyjaciółmi – Jeffem i Sumo przeżywa niesamowite przygody.

## Bohaterowie

### Główni
- Clarence Wendle – główny bohater kreskówki, który jest optymistą i kocha wszystko co jest niezwykłe. Ubiera się w zieloną koszulkę z fioletowymi rękawami, jasnoniebieskie spodenki i ciemne niebieskie buty. Ma dwóch najlepszych przyjaciół, Jeffa i Sumo. Ma 10 lat.
- Jeffrey „Jeff” Randell – najlepszy przyjaciel Clarence’a. Ubiera się w niebieski t-shirt, żółte spodenki, białe wysokie skarpety oraz granatowe sandały. Ma kwadratową głowę a jego wygląd jest oparty na wyglądzie Steve’a z Minecrafta. Ma 10 lat.
- Ryan „Sumo” Sumouski – najlepszy przyjaciel Clarence’a. Ubiera się w czarny t-shirt, niebieskie spodenki oraz ciemnoczerwone buty. Jest łysy. Ma 10 lat.

### Pozostali
- Mary Wendle – mama Clarence’a. Ubiera się w jasnożółtą koszulę, obcisłe różowe spodnie oraz ciemnobrązowe buty. Ma 37 lat. Jej wzrost wynosi 163 cm (5’4”).
- Charles „Chad” Caswell III – chłopak Mary oraz ojczym Clarence’a. Ma 39 lat.
- Belson Noles – szkolny gamer. Ubiera się w czerwoną koszulę, niebieskie spodnie oraz ciemnogranatowe buty. Jest sarkastyczny. Nienawidzi Clarence’a, Jeffa i Sumo. Ma 11 lat.
- Pani Baker – nauczycielka w szkole Aberdale, do której uczęszcza Clarence. Nosi duże okulary. Ma 32 lat.
- Pan Reese – nauczyciel ze szkoły w Aberdale, pracował kiedyś jako policjant, nosi zieloną koszulę i brązowe spodnie.

## Obsada
- Skyler Page (odc. 1-32, 35-36) Spencer Rothbell (odc. 33-34, 37-obecnie) – Clarence Wendle
- Sean Giambrone – Jeffrey „Jeff” Randell
- Jason Marsden (odcinek pilotażowy) Tom Kenny (serial TV) – Ryan „Sumo” Sumouski
- Roger Craig Smith – Percy
- Katie Crown – Mary Wendle
- Eric Edelstein – Charles „Chad” Caswell III

### Wersja polska (Odcinki 1 -38, 41)
Wersja polska: FILM FACTORY STUDIO
Dialogi: Dorota Filipek-Załęska
Reżyseria: Agnieszka Matysiak
Dźwięk: Zdzisław Zieliński
Kierownictwo produkcji: Róża Zielińska
Wystąpili:
- Jan Staszczyk – Clarence Wendle
- Jan Jakubik – Jeffrey „Jeff” Randell
- Mariusz Czajka – Ryan „Sumo” Sumouski

oraz:
- Magdalena Smalara – Kasjerka (odc. 1)
- Andrzej Blumenfeld –
  - Buckey O’Neil (odc. 1, 26, 38)
  - mężczyzna w parku (odc. 32)
  - Seymour Wendle (odc. 37)
- Dominika Sell –
  - dziewczyna z próbkami (odc. 4)
  - Eliot (odc. 5)
  - kelnerka (odc. 6)
  - Courtlin (odc. 16)
  - kasjerka (odc. 26)
- Joanna Pach –
  - dziewczynka w supermarkecie (odc. 4)
  - pracowniczka pizzerii (odc. 6)
  - Kimby (odc. 16),
  - Cynthia, mama Belsona (odc. 19, 22, 36)
  - kobieta w restauracji (odc. 21)
  - Ashley (odc. 41)
- Magdalena Krylik –
  - Melania Baker (odc. 2, 5, 9, 11, 14, 16, 18, 21, 24, 26, 28, 30-31, 35, 41)
  - Chelsea (odc. 5, 8, 23, 26, 35)
  - koleżanka Ashley (odc. 6)
  - Tiffany, mama Breena (odc. 8)
  - koleżanka Mary z klubu książki (odc. 10)
  - pani Bernstein, siostra Melanii Baker (odc. 24)
  - mama Tinii (odc. 25)
- Agnieszka Fajlhauer –
  - Sammy (odc. 1)
  - Malessica (odc. 9, 16, 31)
  - Tiffany, mama Breena (odc. 8)
  - koleżanka Mary z klubu książki (odc. 10)
  - reporterka TV (odc. 27)
  - Sue Randell (odc. 29)
  - pani Shoop (odc. 30-31, 41)
- Jacek Kopczyński –
  - głos z komputera (odc. 2)
  - głos automatów do gry (odc. 3)
  - Dan, prowadzący teleturniej (odc. 4, 24)
  - Ginzbotka Gniewny Odlot (odc. 7)
  - Walt, tata Breena (odc. 8)
  - prawnik (odc. 9)
  - Pan Reese (odc. 9, 14-15, 30-31)
  - lekarz (odc. 11)
  - szeryf (odc. 12)
  - Don Delaio (odc. 13)
  - głos czytający „Zaproszenie (odc. 16)
  - lektor reklamy (odc. 19)
  - spiker w telewizji (odc. 20, 28)
  - Larry (odc. 21, 24)
  - Marianio (odc. 27)
  - lekarz (odc. 28)
  - burmistrz (odc. 29)
  - brzuch Clarence’a (odc. 32)
  - sprzedawca hot-dogów (odc. 33)
  - sprzedawca w sklepie zoologicznym (odc. 33)
  - Hank (odc. 36)
  - taksówkarz (odc, 37)
- Grzegorz Drojewski –
  - Belson Noles (odc. 2-3, 5, 9, 11, 14, 22, 24, 26, 28, 31, 35-37, 41)
  - Percy (odc. 2-3, 5, 9-11, 17-18, 26, 31, 33, 35)
  - Joshua (odc. 4, 21, 26, 34)
  - Rake Backburn (odc. 13)
  - Klaksuś (odc. 26)
  - rybka (odc. 32)
- Bernard Lewandowski –
  - Breehn (odc. 5, 8-11, 14, 18-19)
  - Brady (odc. 20, 31)
- Tomasz Drabek –
  - Nathan (odc. 2-3, 5, 11, 22)
- Jarosław Boberek –
  - Chad, ojczym Clarence’a (odc. 2,8-10, 13, 20-22, 24, 27, 30-31, 37)
  - pracownik parku (odc. 11)
  - lektor filmu dokumentalnego o Słońcu (odc. 14)
  - starszy brat Suma (odc. 15)
  - Bill (odc. 19),
  - rożek lodowy (odc. 25)
- Mikołaj Klimek –
  - Mitch, kierownik supermarketu (odc. 4)
  - potwór (odc. 5)
  - Bos, woźny (odc. 5)
  - lektor reklamy (odc. 7)
  - adwokat Robożaby (odc. 7)
  - dyrektor szkoły (odc. 9, 26, 35)
  - tata Percy’ego (odc. 9)
  - policjant (odc. 12)
  - sanitariusz (odc. 13)
  - Mel, tata Suma (odc. 15)
  - kloszard (odc. 20)
  - głos z komendy policji (odc. 24)
  - słoik z cukierkami (odc. 25)
  - Czimpek (odc. 34)
- Monika Pikuła – Mary Wendle, mama Clarence’a (odc. 1-2, 4-5, 8-10, 12-13, 21, 24-25, 27-28, 31, 33-34, 36-37, 41)
- Jakub Jankiewicz – Dustin (odc. 2-3, 5, 21-23, 35, 41)
- Ilona Czech-Kłoczewska – Chelsea (odc. 3)
- Agnieszka Matysiak –
  - Tina, uczestniczka teleturnieju (odc. 4)
  - Gale, pracowniczka sklepu (odc. 6)
  - Pani Murderburger, koleżanka Mary z klubu książki (odc. 10)
  - Lucine (odc. 12)
  - mama Suma (odc. 15)
  - pani Shoop (odc. 18)
  - pracowniczka restauracji (odc. 19)
  - recepcjonistka (odc. 25)
  - EJ Randell (odc. 29)
  - pielęgniarka (odc. 35)
  - Lupe (odc. 36)
  - Dillis Wendle (odc. 37)
- Natalia Jankiewicz –
  - Alison (odc. 5)
  - Ashley (odc. 6)
- Filip Janik – Crendle (odc. 10)
- Krystian Kostov – Malakevin (odc. 10)
- Aniela Kolibowska – Emilio (odc. 22-23)
- Jan Wilamski – Julian (odc. 23)

i inni
Wykonanie piosenek:
- Mariusz Czajka (odc. 1),
- Adam Krylik (odc. 24, 32)
- Jakub Szydłowski (odc. 29, 31, 41)

i inni
Lektor: Paweł Bukrewicz

### Wersja polska (Odcinki 39-40, 42-90)
Wersja Polska: SDI Media Polska
Reżyseria: Tomasz Robaczewski
Teksty piosenek: Piotr Lenarczyk
Wystąpili:
- Jan Staszczyk –
  - Clarence Wendle,
  - Shannon (odc. 74)
- Jan Jakubik – Jeffrey „Jeff” Randell
- Mariusz Czajka –
  - Ryan „Sumo” Sumouski,
  - właściciel cyrku (odc. 50),
  - Mel, tata Suma (odc. 65, 70, 76, 86),
- Magdalena Krylik –
  - Melania Baker (odc. 39, 50, 53, 55, 59-60, 66-67, 72-73, 75-78, 83, 90),
  - Chelsea (odc. 51-52, 55, 60, 70, 72, 74, 77, 81, 90),
  - pani Herpenville (odc. 63)
- Jacek Kopczyński –
  - Pan Reese (odc. 39-40, 49-50, 52-53, 55. 59, 67, 72, 75, 77, 90),
  - drugi kapitan (odc. 56),
  - gra wideo (odc. 57),
  - strażnik (odc. 58),
  - pan Moser (odc. 62),
  - Larry (odc. 63),
  - jeden z biznesmenów (odc. 64),
  - szef (odc. 64),
  - Ksawiusz (odc. 66),
  - owad #1 (odc. 66),
  - Księżyc (odc. 76),
- Grzegorz Drojewski –
  - Belson Noles (odc. 39, 42, 47,50, 64, 67-68, 70, 72, 76-78, 83-84, 87, 90),
  - Percy (odc. 39, 44, 47, 49-50, 66-67, 72, 74, 76-78, 80-81, 83-84, 87),
  - Joshua (odc. 44),
  - jeden z biznesmenów (odc. 64),
- Agnieszka Fajlhauer –
  - Malessica (odc. 39, 67, 76),
  - Sammy (odc. 40)
  - pani Shoop (odc. 50),
  - instruktorka łucznictwa (odc. 58),
  - imprezowiczki (odc. 61),
  - Bree (odc. 62),
  - Terry Cogan (odc. 67),
  - Kellen Kellerman (odc. 68),
  - Tiffany, mama Breena (odc. 69),
  - Vu (odc. 83-84),
  - chomiczka (odc. 88)
- Bernard Lewandowski –
  - Breehn (odc. 39, 46-47, 55, 69, 80, 83-84),
  - Brady (odc. 73),
- Joanna Pach-Żbikowska –
  - Kimby (odc. 39, 47, 59, 77, 81. 83-84),
  - Amy (odc. 53, 67),
  - imprezowiczki (odc. 61),
  - brązowowłosa uczennica szkoły podstawowej w Zachodnim Aberdale (odc. 62),
  - owad #2 (odc. 66),
  - wiewiórka (odc. 66),
  - Tina, pracowniczka sklepu odzieżowego (odc. 69),
- Jakub Jankiewicz – Dustin (odc. 39, 59)
- Monika Pikuła –
  - Mary Wendle, mama Clarence’a (odc. 40, 42, 49, 56, 58-60, 63, 66, 69, 71, 74-77, 81-82, 88-90),
  - Jere (odc. 82)
- Jarosław Boberek –
  - Chad, ojczym Clarence’a (odc. 40, 42, 45-46, 49, 56, 58, 60, 69, 71, 74, 76-77, 81, 82-84, 86, 88),
  - głos czytający tytuł i napisy w grze planszowej (odc. 46)
- Adam Bauman –
  - Danner (odc. 40),
  - Balans (odc. 50),
  - Howard (odc. 51),
- Agnieszka Matysiak –
  - Sandy (odc. 40),
  - pielęgniarka (odc. 51),
  - Millie (odc. 53),
  - pani Shoop (odc. 53, 55, 59, 72, 74),
  - mama Suma (odc. 54,65),
  - kobieta w salonie gier (odc. 57),
  - dyrektorka szkoły podstawowej w Zachodnim Aberdale (odc. 62),
  - sprzedawczyni lodów (odc. 63),
  - staruszka (odc. 69),
- Artur Kaczmarski –
  - Willy (odc. 40),
  - prezenter telezakupów (odc. 42),
  - Mikołaj Kopernik (odc. 43),
  - obozowicz (odc. 45),
  - głos w grze (odc. 47),
  - mężczyzna w filmie (odc. 48),
  - prowadzący program o snach (odc. 49),
  - pan Hershey (odc. 53),
  - pielęgniarz (odc. 59),
  - kosmita z filmu (odc. 61),
- Sebastian Cybulski –
  - Burmistrz Aberdale (odc. 46),
  - Glary (odc. 51),
  - głos gry Cyber-snajper (odc. 87),
  - oskarżony, bohater filmu (odc. 88),
  - Pasożyt”, kuzyn Belsona (odc. 89),
  - dyrektor szkoły (odc. 90)
- Olaf Marchwicki – Jeremy (odc. 49),
- Kamil Pruban –
  - Belson (odc. 52, 55, 59, 61),
  - Kapitan Tom (odc. 56),
  - imprezowicz w dresach (odc. 61),
  - imprezowicz rzucający mandarynkami (odc. 61),
- Dominika Sell –
  - Courtlin (odc. 53, 57, 77),
  - Emilio (odc. 74)
- Krzysztof Szczepaniak –
  - staruszek w salonie gier (odc. 57),
  - odtwórca Czarnego Rycerza (odc. 58),
  - Donny (odc. 61),
  - jeden z kierowców (odc. 63),
  - Cookie (odc. 66),
- Aleksandra Radwan –
  - odtwórczyni królewny (odc. 58),
  - imprezowiczki (odc. 61),
  - jedna z bizneswomen (odc. 64),
- Tomasz Drabek –
  - Nathan (odc. 59, 67),
  - policjant (odc. 63),
- Maksymilian Michasiów –
  - jeden z kierowców (odc. 63),
  - jeden z biznesmenów (odc. 64),
  - 'jeden z fanów Robożaby (odc. 68),
  - Dustin (odc. 87)
- Jakub Szydłowski –
  - pilot helikoptera (odc. 63),
  - dozorca (odc. 64),
  - Pete (odc. 65),
  - Fartolomeusz (odc. 66),
  - jeden z fanów Robożaby (odc. 68),
  - Phil (odc. 68),
  - Robożaba (odc. 68),
- Wojciech Chorąży –
  - Noah (odc. 64),
  - lektor dokumentu o pingwinach (odc. 65),
  - fan filmu o Robożabie (odc. 68),
- Marta Dobecka –
  - jedna z bizneswomen (odc. 64),
  - fanka Robożaby (odc. 68),
- Przemysław Stippa – prowadzący konkurs (odc. 69)
- Zofia Modej – Rita (odc. 70, 78)
- Janusz Wituch –
  - pracownik muzeum (odc. 80),
  - Drzewo życia (odc. 82),
  - Papa Mariano (odc. 90)
- Sebastian Machalski – Julien (odc. 83-84)
- Katarzyna Kozak –
  - Cloris (odc. 85),
  - kobieta korzystająca ze spa (odc. 88)
- Joanna Węgrzynowska-Cybińska –
  - Rose, babcia Jeffa (odc. 85),
  - mama Belsona (odc. 87, 89)
- Waldemar Barwiński – Bodhi (odc. 87)
- Marek Robaczewski – król, bohater filmu (odc. 88)

Lektor: Paweł Bukrewicz